# Buda, Rokîtne
Buda (în ucraineană Буда) este un sat în comuna Masevîci din raionul Rokîtne, regiunea Rivne, Ucraina.

## Demografie
Componența lingvistică a localității Buda
     Ucraineană (99,45%)
     Alte limbi (0,37%)
Conform recensământului din 2001, majoritatea populației localității Buda era vorbitoare de ucraineană (99,45%), existând în minoritate și vorbitori de alte limbi.